# Camaná (distrito)
O Distrito peruano de Camaná é um dos oito distritos que formam a Província de Camaná, situada no Departamento de Arequipa, pertencente a Região Arequipa, Peru.

## Transporte
O distrito de Camaná é servido pela seguinte rodovia:
- PE-1S, que liga o distrito de Lima (Província de Lima à cidade de Tacna (Região de Tacna - Posto La Concordia (Fronteira Chile-Peru) - e a rodovia chilena Ruta CH-5 (Rodovia Pan-Americana) [1][2][3]